# Свалява (мінеральна вода)
“Свалява” — гідрокарбонатна натрієво-борна вода із середнім рівнем мінералізації. Вона видобувається безпосередньо зі свердловини і у місці джерела розливається на заводі “Свалявські мінеральні води”,  який представляє корпорація Українські Мінеральні Води.

## Історія
Неповторна природна вода “Свалява” стала одним із найцінніших дарів, що Україна отримала від природи. Більшість природних мінеральних родовищ нашої країни зосереджені у західній частині Карпат, поруч із невеликим населеним пунктом Свалява. Цей регіон, відомий своєю джерельною водою, має довгу історію, підтверджену письмовими документами ще з 1463 року, коли вода з околиць Сваляви надходила до Константинополя (сучасний Стамбул) за особистим проханням візантійського імператора.
Перші згадки про мінеральну воду з Сваляви датуються XV століттям. Еволюція мінеральних водних джерел відбувається понад три століття і почалася ще з 1709 року, коли розпочався експорт мінеральних вод до країн Європи. Її популярність серед європейців була надзвичайно високою, і з розвитком залізничного транспорту обсяги поставок карпатської води з України стабільно збільшувалися. Вже в другій половині 19-го століття імпорт води з Сваляви досягав одного мільйона пляшок щорічно. Сьогодні мінеральна вода з Сваляви може заслужено вважатися однією з головних візитівок України, оскільки її чистота, різноманітність мінералів і унікальний смак високо цінується як в межах нашої країни, так і за кордоном.

## Особливості води

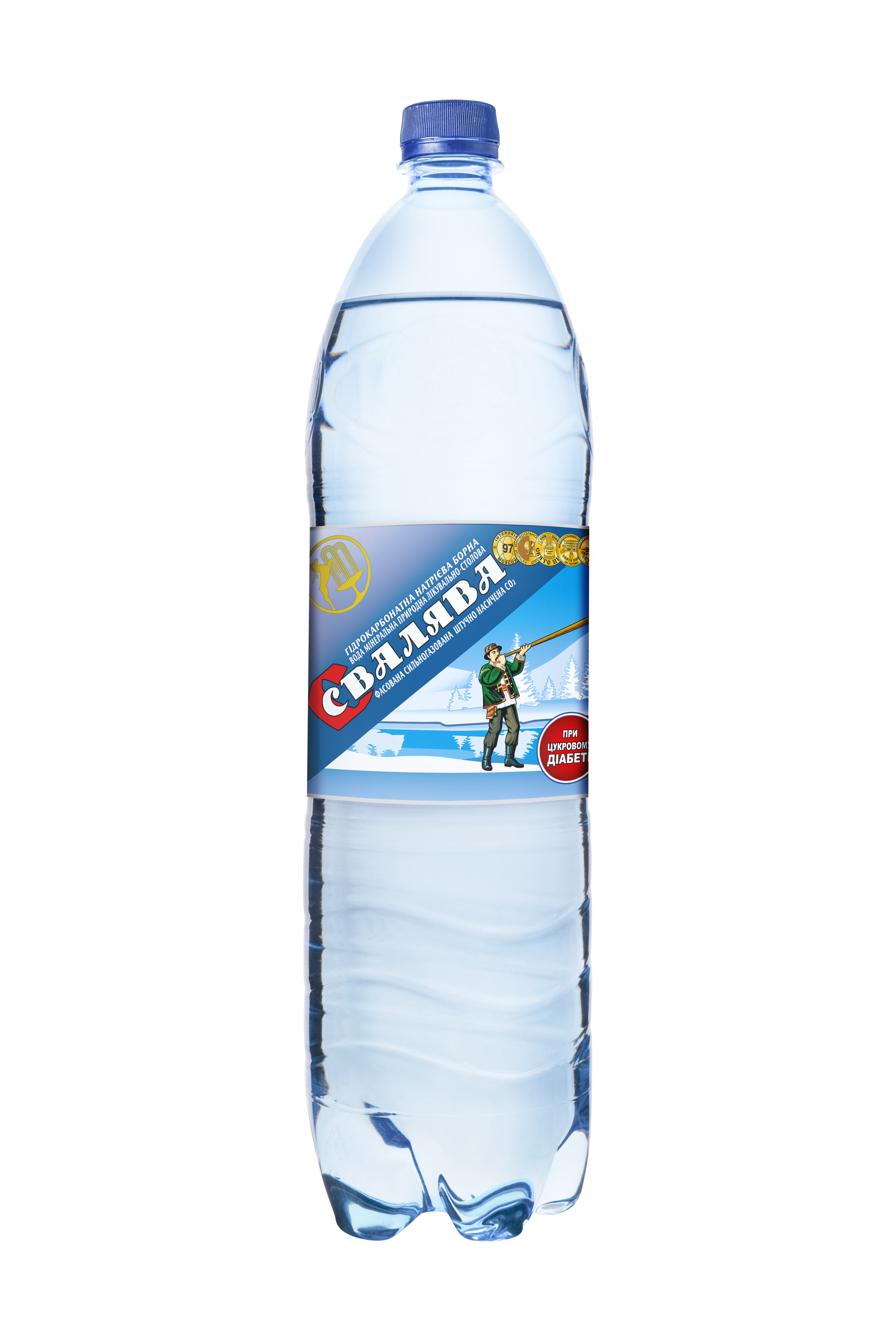

Унікальна вода “Свалява” добувається із свердловини та упаковується на заводі в умовах виробництва з закритим циклом, з повним збереженням корисних природних характеристик. Як і всі лужні води, “Свалява” є корисною для людей, які мають проблеми з підвищеною кислотністю шлунка, при панкреатитах, хронічних циститах, сечокам'яній хворобі, цукровому діабеті.

## Хімічний склад
Свалява відноситься до групи гідрокарбонатних натрієво-борних вод. Науковці карпатські води виділили в окремий тип, який отримав назву - “Новополянські води”.
Мінеральна вода Свалява має середній рівень мінералізації (4,0-4,8 г/л), містить в складі цінні мінерали і мікроелементи. Завдяки тому, що вода, добута зі свердловин у Сваляві та не піддається транспортуванню до місця виробництва - всі корисні елементи зберігаються в повному обсязі. Тому вода “Свалява” використовується як лікувальна вода.
| ХІМІЧНИЙ СКЛАД                                | МГ/ДМ3    |
| Натрій-калій Na++К+                           | 900-2000  |
| Кальцій Са2+                                  | 100-210   |
| Магній Mg2+                                   | <50       |
| Хлориди Сl-                                   | <70-140   |
| Сульфати SO42-                                | <50       |
| Гідрокарбонати HCO3-                          | 2800-5600 |
| Специфічні компоненти Ортоборна кислота Н3ВО3 | <35-150   |
| Загальна мінералізація, г/дм3                 | 4,0-8,0   |